# Rudolf Karsch
Rudolf Karsch (26 de dezembro de 1913 — 11 de dezembro de 1950) foi um ciclista alemão, ativo durante a década de 30 do século XX.
Competindo por seu país natal nos Jogos Olímpicos de Berlim 1936, Karsch conquistou a medalha de bronze no contrarrelógio, atrás de Arie van Vliet e Pierre Georget.